# JAL ICサービス
JAL ICサービス（ジャルアイシーサービス）は、日本航空（JAL）が2005年2月15日に導入した、ソニーの非接触ICカード技術FeliCaを用いた、電子航空券によるチケットレス搭乗などのサービスである。JALマイレージバンク（以下JMB）の会員カードのほか、おサイフケータイでも利用できる。

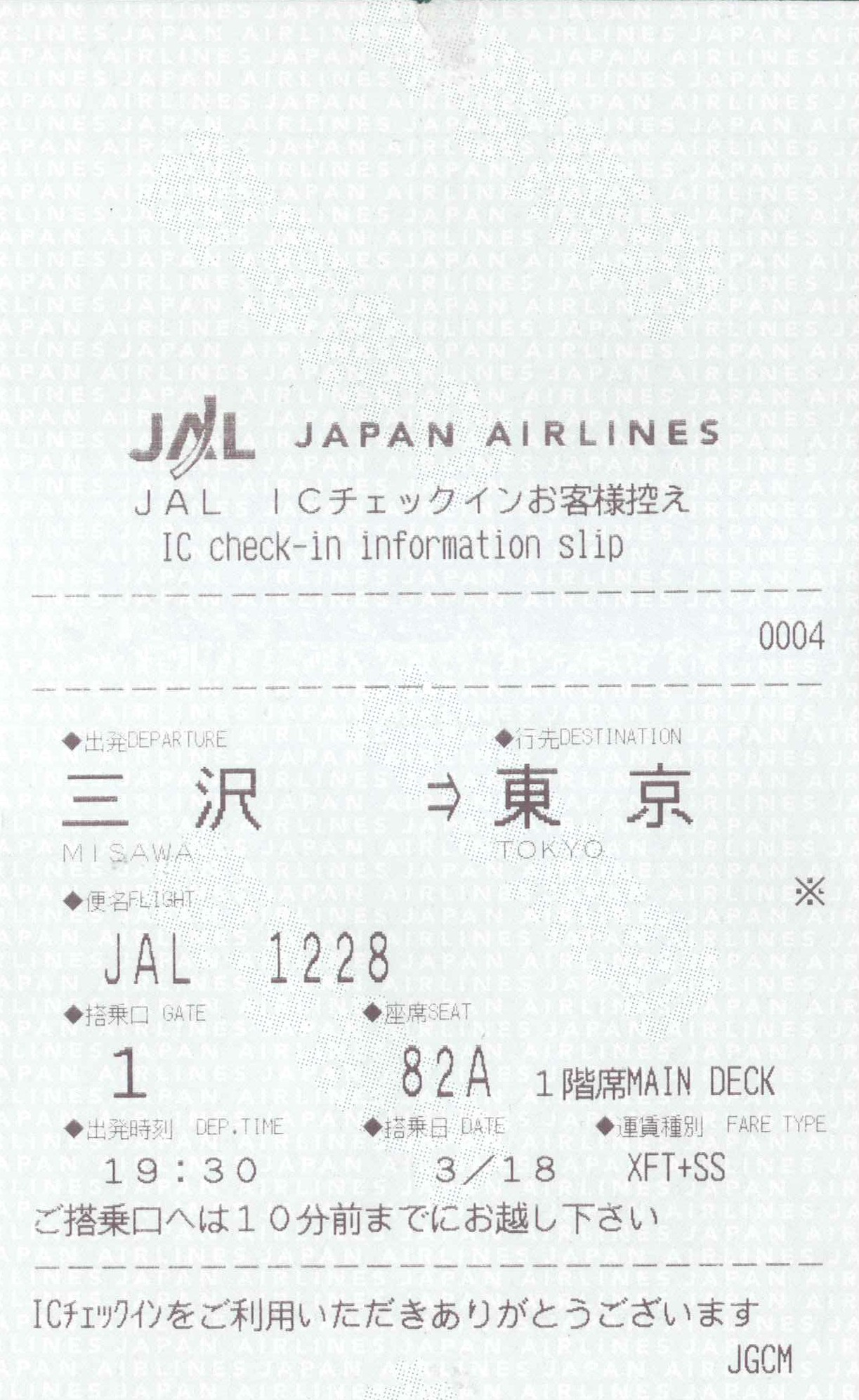
搭乗券の代わりとなるICチェックイン控え

## 概要
このサービスは、iCマーク付きJMBカード・JALカードを保有またはJAL ICポケットアプリをインストール・設定したFeliCa搭載の携帯電話、JALタッチ&ゴーをインストール・設定したFeliCaもしくはNFC搭載のAndroidスマートフォンを所持するJMB会員を対象に行われているサービスである。
全日本空輸（ANA）が2003年にEdy一体型AMCカード/ANAカードの発行や、それを活用して2004年12月よりスマートeサービス（国内線）を導入しており、JALによる同様のサービスは出遅れ感が有った。なお、当初のスマートeサービスはFeliCa（AMC Edy一体型カードやおサイフケータイ）利用でも搭乗時に空港の自動チェックイン機に立ち寄って磁気テープ式の航空券に引き替える必要があったが、JAL ICサービスではそれが不要なため搭乗時の手間を軽減する事に成功した。2008年2月より「QuiC」というサービス名のもとで、従来より拡張したJAL ICサービスを提供している。2012年9月26日よりFeliCa搭載Androidスマートフォンでのサービスが開始され、同年10月22日よりau向けのNFC搭載Androidスマートフォンでもサービスが開始された。
なお、JALカードSuicaであれば1枚でこのサービスとSuica（My Suica相当）が、2008年3月1日発行開始のJMB WAONカードではWAONの利用もでき、2012年4月発行開始のBIC CAMERA JMB WAONカードではWAONに加えビックポイントの利用もできる（ポイント付与については、ビックポイントかJMBのマイルのいずれかから選択する。グループ会社の店舗はビックポイントのみ付加可能）。なお、「JAL＆Bicジョイントサービス」を申し込めば、専用カードを利用しなくとも、JAL ICサービス対応のカードであれば、ビックポイントを付加することは可能となっている（そもそも、BIC CAMERA JMB WAONカードは、一般のJMB WAONカードをすでに所有している会員は発行できない）。

## JALタッチ&ゴーサービス

自動改札機通過時のイメージ

チケットレス搭乗サービスである。チケットレスで航空券予約・購入時を行い（パッケージツアー〈ここでは個人旅行を指す〉の場合は、旅行会社にその旨を申し出る）、チケット購入時に座席指定を行っていない場合は搭乗前にパソコンまたは携帯電話からWebチェックインと呼ばれる操作を行っておく。空港到着後はチェックインカウンターや自動チェックイン機に立ち寄る必要はなく、そのまま保安検査場に向かう。手荷物を預けたい場合は検査場に出向く前に手荷物カウンターで預けるが、その際にICカードもしくはお客様控えを提示、荷物と顧客の紐付けを行う。保安検査場では航空券を係員に見せる代わりに専用の機械に同じ物をタッチし、便名や座席などが印刷されたレシート状の「お客様控え」を受け取り、搭乗時には自動改札機に再びカードなどをタッチする（検査場でタッチした物ではない媒体の物をタッチするとエラーがでる）。ANAのSKiPサービスでは、保安検査場で搭乗口･搭乗グループ順･座席番号が記載された「保安検査証」、搭乗口で座席番号が記載された「ご搭乗案内」が発券されるが、JALタッチ&ゴーサービスでは保安検査場で発行された「お客様控え」1枚でそれらの役割を賄う為、保安検査後搭乗開始直前迄の間に座席変更やキャンセル待ちによる座席確保が為されない限り、搭乗口で新たなレシートが発行される事はない。通常の航空券同様、降機時に特別な作業などはない。ちなみに、初代の自動改札機（搭乗ゲート）に設置されているICカードリーダーライターは、元々磁気テープ式航空券の運用が現役で、eチケットお客様控などに印字される2次元バーコードでの搭乗方法が未導入の時点で導入されており、初期のSuica対応自動改札機に設置されていた物とほぼ同じ物であった。その為、QRコードによるタッチ＆ゴーサービスのスタート当初は改札機にQRコードリーダーが後付けされ、保安検査場の端末がQRコード用とICカード用に分かれていた。次世代版では保安検査場端末･搭乗口改札機共にIC読み取り部分と2次元バーコードの読み取り部分を同一化したものに改良されている。また幼児券や小児、一般、優等顧客などの差によりタッチした際の音色、また改札機上で光るLEDが変化するようになっている。

### 利用可能な空港
国内のJAL便が就航する全空港

## JAL IC利用クーポン
JMB会員の特典（ポイント相当）として用意された電子マネーだったが、2012年9月17日をもって廃止となった（チャージ済みクーポンでの支払いは同月30日まで）。
金額の単位はJP。1JP=1円換算で、主にJMBで貯めたマイルからを使う事（基本的に10,000マイルで12,000JPに交換）で入手し、JALのキャンペーンによってプレゼントされる場合も有った。
JAL iCサービスに対応したカード会員かおサイフケータイにICポケットアプリをインストールしたJMB会員は自動的にサイバー上で「IC利用クーポン口座」が開設され、そこにIC利用クーポン（JP）が蓄積された。
利用手段としてはJAL（日本航空インターナショナル）や、eトラベルプラザでの公式Webサイト上での航空券・旅行商品の購入時に充てたり、IC利用クーポン口座からJAL iCポケット（カード・おサイフケータイ）にチャージ（振替）することで、市中の取扱店で利用できた。あくまで特典・還元であるため、現金などでICポケットにチャージできなかった。